# Ruslan Mashchenko
Ruslan Mashchenko (né le 11 novembre 1971 à Voronej) est un ancien athlète russe spécialiste du 400 mètres et du 400 mètres haies.

## Palmarès

### Championnats du monde d'athlétisme en salle
- Championnats du monde d'athlétisme en salle 2001 à Lisbonne, Portugal
  -  Médaille d'argent du relais 4 × 400 m

### Championnats d'Europe d'athlétisme
- Championnats d'Europe d'athlétisme 1998 à Budapest, Hongrie
  -  Médaille d'argent sur 400 m haies
- Championnats d'Europe d'athlétisme 2002 à Munich, Allemagne
  -  Médaille d'argent du relais 4 × 400 m

### Championnats d'Europe d'athlétisme en salle
- Championnats d'Europe d'athlétisme en salle 1998 à Valence, Espagne
  -  Médaille d'or sur 400 m